# Nuits de Venise
Pour plus de détails, voir Fiche technique et Distribution.
Nuits de Venise est un film musical allemand de Pierre Billon et Robert Wiene sorti en 1931. C'est la version française de Der Liebesexpreß, tourné simultanément aux studios Emelka à Munich.

## Synopsis
Après avoir remporté un prix lors d'un concours, une jeune femme décide de visiter Venise. Elle engage une secrétaire, qui se trouve être un riche jeune homme déguisé, pour l'accompagner en vacances. Une fois en Italie, elle attire plusieurs prétendants mais son véritable amour sera sa secrétaire. Quand elle découvre qu'il l'a trompée, elle retourne à Berlin par le train express et il la poursuit pour essayer de déclarer son amour.

## Fiche technique
- Titre : Nuits de Venise ; Huit jours de bonheur (titre alternatif)
- Réalisation : Pierre Billon et Robert Wiene
- Scénario : Alexander Engel, Ladislaus Vajda, Andor Zsoldos
- Musique : Max Niederberger
  - Adaptation des chansons : Léo Lelièvre
- Production : Romain Pinès, Fred Lyssa, Fritz Sorg, Hermann Millakowsky
- Sociétés de production : Greenbaum-Film, Münchner Lichtspielkunst AG (Emelka)
- Pays de production : République de Weimar
- Langue originale : français
- Format :  noir et blanc — 35 mm — 1,37:1 — son mono
- Genre : film musical
- Durée : 108 minutes (1h38)
- Dates de sortie :
  - France : 27 février 1931

## Distribution
- Janine Guise : Janine
- Roger Tréville : Jacques
- Florelle
- Lucien Callamand: le valet de chambre
- Max Maxudian : le baron étranger
- Germaine Noizet
- Pierre Nay
- E. Danelli